# Xysticus setiger
Xysticus setiger là một loài nhện trong họ Thomisidae.
Loài này thuộc chi Xysticus. Xysticus setiger được Octavius Pickard-Cambridge miêu tả năm 1885.